# نورثروپ تی-۳۸ تالون
نورثروپ تی-۳۸ تالون (به انگلیسی: Northrop T-38 Talon) یک هواپیمای ساختِ کارخانهٔ نورثروپ در کشور ایالات متحده آمریکا است که در سال ۱۹۶۱–۱۹۷۲ ساخته شد. نخستین استفاده‌کنندهٔ این هواپیما نیروی هوایی ایالات متحده آمریکا بوده‌است. این هواپیما برای نخستین بار در ۱۰ مارس ۱۹۵۹ میلادی مورد استفاده قرار گرفت. این هواپیما جزو جت‌های مافوق صوت به‌شمار می‌آید که مهمترین هدف از ساخت این هواپیما، آموزش خلبانان جنگنده می‌باشد. در سپتامبر سال ۲۰۱۸ میلادی، نیروی هوایی ایالت متحده آمریکا اعلام کرد هواپیما بوئینگ تی-۷ رد هاوک تا سال ۲۰۲۳ میلادی جایگزین نورثروپ تی-۳۸ تالون خواهد شد.

## طراحی و توسعه

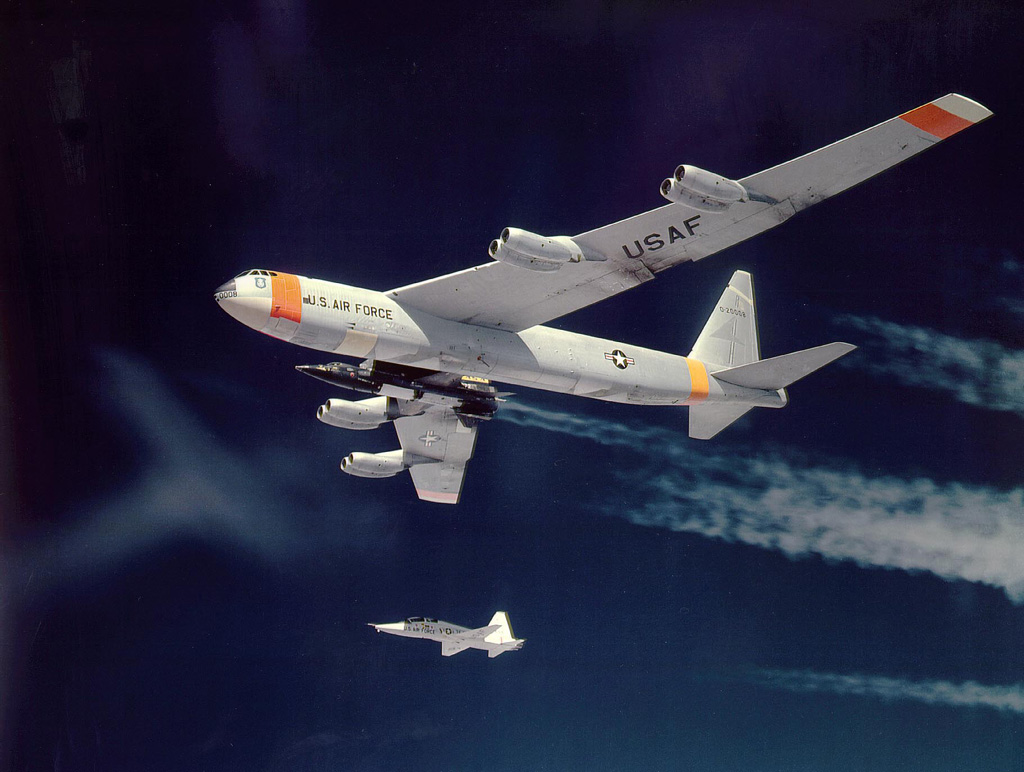
X-15 توسط کشتی مادر NB-52B (52-0008) با هواپیمای تعقیب T-38A حمل می شود. کاتالوگ آرشیو موزه هوا و فضا سن دیگو #00043417.

در سال ۱۹۵۲ میلادی کارخانه نورتروپ کار بر روی یک پروژه جنگنده، نورثروب ان-۱۰۲ فنگ (N-102 Fang)، با بال دلتا روی شانه و یک موتور تک موتوری را آغاز کرد. موتور پیشنهادی جنرال الکتریک جی۷۹ با داشتن وزنی نزدیک به دو تن، به این معنی بود که هواپیمای تولید شده بزرگ و گران‌قیمت خواهد بود. سپس در سال ۱۹۵۳ میلادی، نمایندگان بخش موتور هواپیماهای کوچک تازه تأسیس جنرال الکتریک به نورتروپ یک موتور نسبتاً کوچک (حدود ۴۰۰ پوند وزن نصب شده) با قابلیت ۲۵۰۰ پوند رانش نشان دادند و ادگار اشموید، معاون مهندسی نورتروپ، امکان معکوس کردن روند را دید. جنگنده‌های بزرگ اشموید و مهندس ارشد ولکو گسیچ تصمیم گرفتند یک جنگنده کوچک دو موتوره «هات میله» به نام ان-۱۵۶ (N-156) را انتخاب کنند. نورثروپ پروژه ان-۱۵۶ (N-156) خود را در سال ۱۹۵۴ میلادی با هدف ساخت یک جت جنگنده مافوق صوت کوچک باقابلیت عملیات از ناوهای اسکورت نیروی دریایی ایالات متحده آمریکا آغاز کرد. با این حال، هنگامی که نیروی دریایی تصمیم گرفت تجهیز ناوگان خود را به این روش دنبال نکند، کارخانه نورتروپ طراحی ان-۱۵۶ (N-156) را با استفاده از بودجه داخلی ادامه داد و آن را به عنوان یک جنگنده سبک‌وزن (معروف به N-156F) به بازار صادرات روانه کرد.
در اواسط دهه ۱۹۵۰ میلادی، نیروی هوایی ایالات متحده آمریکا یک الزام عملیاتی عمومی برای یک مربی مافوق صوت را صادر کرد و قصد داشت تا لاکهید تی-۳۳ شوتینگ‌استار متعلق به دهه ۱۹۴۰ میلادی خود را بازنشسته کند. مقامات نورثروب تصمیم گرفتند N-156 را با این رقابت تطبیق دهند. تنهاکاندیدای دیگر، نسخه دو صندلی یعنی نورث امریکن اف-۱۰۰ سوپرسیبر آمریکای شمالی بود. اگرچه F-100 کاندیدای ایده‌آل برای یک هواپیمای آموزشی در نظر گرفته نمی‌شد (این هواپیما قادر به ریکاوری پس از چرخش نیست)، به دلیل وضعیت قراردادی مورد علاقه آن شرکت در رقابت‌های انجمن ملی هوانوردی و همچنان به عنوان برگزیده رقابت در نظر گرفته می‌شد. با این حال، مقامات نورثروب به‌طور قانع‌کننده‌ای مقایسه‌های هزینه‌های چرخه عمر را ارائه کردند که نمی‌توان آن را نادیده گرفت و با دریافت سفارش سه نمونه اولیه، قرارداد به آنها منعقدشد. اولین هواپیما (با نام YT-38) در ۱۰ آوریل ۱۹۵۹ پرواز کرد. این نمونه به سرعت مورد استفاده قرار گرفت و اولین نمونه‌های تولیدی در سال ۱۹۶۱ میلادی تحویل شد و در ۱۷ مارس همان سال به‌طور رسمی وارد خدمت شد و مکمل جت آموزشی اولیه سسنا تی-۳۷ تویت بود. هنگامی که تولید در سال ۱۹۷۲ میلادی به پایان رسید، 1187 T-۳۸ ساخته شد (به علاوه دو نمونه اولیه N-156T). از زمان معرفی، تخمین زده می‌شود که حدود ۵۰۰۰۰ خلبان نظامی در این هواپیما آموزش دیده‌اند. نیروی هوایی ایالت متحده آمریکا یکی از معدود نیروهای پروازی مسلح باقی می‌ماند که از مربیان نهایی مافوق صوت اختصاص داده شده استفاده می‌کند، زیرا بیشتر آنها مانند نیروی دریایی ایالات متحده ازمربیان زیر صوت بالا استفاده می‌کنند.
نورثروپ تی-۳۸ تالون از پیکربندی معمولی برخوردار است، با یک بال کوچک، کم و طویل، یک تثبیت کننده عمودی تک، و ارابه فرود. این هواپیما قابلیت نشاندن یک دانشجوی خلبان و مربی را پشت سر هم را دارد در واقع یک جت آموزشی دو سرنشین به حساب می‌آید و ورودی‌هایی برای دو موتور توربوجت خود را در ریشه‌های بال دارد. عملکرد زیرک آن لقب موشک سفید را به آن داده‌است. در سال ۱۹۶۲ میلادی، تی-۳۸ رکوردهای زمان مطلق صعود را برای ۳۰۰۰، ۶۰۰۰٬۹۰۰۰ و ۱۲۰۰۰ متر به ثبت رساند و رکورد ارتفاعات F-104 در دسامبر ۱۹۵۸ میلادی را شکست. (اف-۴ فانتوم را شکست داد)
نورثروپ اف-۵ (که همچنین از N-156 مشتق شده‌اند) را می‌توان از تی-۳۸ توسط بال‌ها متمایز کرد. بال تی-۳۸ به‌طور مستقیم با بدنه برخورد می‌کند و به صورت مربع ختم می‌شود، در حالی که اف-۵ دارای امتداد لبه‌های جلویی در نزدیکی ریشه بال‌ها و ریل‌های پرتاب نوک بال برای موشک‌های هوا به هوا است. بال‌های هر دو خانواده تی-۳۸ و اف-۵ از پوست معمولی بر روی ساختار دنده اسپار استفاده می‌کنند.
اکثر تی-۳۸های ساخته شده از نوع T-38A بودند، اما نیروی هوایی ایالت متحده همچنین دارای تعداد کمی هواپیما بود که برای آموزش تسلیحات تبدیل شده بودند (با نام AT-38B)، که مجهز به دید اسلحه بودند و می‌توانستند غلاف تفنگ، راکت یا راکت حمل کنند. اکثر هواپیماهای نوع تی-۳۸ نیروی هوایی ایالت متحده از طریق برنامه ارتقاء سیستم اویونیک به تی-۳۸ سی تبدیل شده‌اند. بهبودها شامل اضافه شدن صفحه نمایش جلو سری (HUD) , سیستم جی پی اس(GPS) ,سیستم ناوبری اینرسی (INS) و سیستم جلوگیری از برخورد ترافیک هوایی (TCAS) است. اکثر جت‌ها همچنین PMP (اصلاح پیشرانه برای بهبود نیروی رانش موتور در ارتفاع پایین) دریافت کرده‌اند. تقریباً یک سوم ناوگان (آنهایی که استفاده شدیدتری را تجربه می‌کنند) در حال حاضر در حال تعویض و ارتقاء ساختاری و همچنین دریافت بال‌های جدید هستند تا عمر مفید خود را تا سال ۲۰۲۹ افزایش دهند.
نسخه جنگنده ان-۱۵۶ (N-156) در نهایت برای برنامه کمک نظامی ایالات متحده انتخاب شد و به عنوان نورثروپ اف-۵ تولید شد. بسیاری از اینها از آن زمان به نقش آموزش تسلیحات بازگشته اند زیرا نیروهای هوایی مختلف انواع جدیدتری را به خدمت معرفی کردهاند. اف-۵ جی یک نوع پیشرفته تک موتوره بود که بعدها به نورثروب اف-۲۰ تایگرشارک تغییر نام داد. در سال ۲۰۱۸، نیروی هوایی ایران اعلام کرد که یک هواپیمای ظاهری مشابه به نام کوثر در داخل ایران ساخته شده‌است.